# Кондрашина, Екатерина Николаевна
Кондра́шина Екатери́на Никола́евна (род. 6 февраля 1968, Москва, СССР) — российский живописец, график, педагог, художественный деятель.

## Биография
Екатерина Кондрашина родилась в Москве в семье художников-живописцев: Светланы Машинской и Николая Кондрашина. С раннего детства проявляла незаурядные способности. Первая персональная выставка была организована родителями в подмосковном городе Подольске в возрасте 10 лет. По окончании Московской средней художественной школы (МСХШ) при МГХИ им. В. И. Сурикова проходила обучение в МВХПУ (им. С. Г. Строганова) под руководством профессора Н. С. Селезнёва. После первого курса была премирована стажировкой в Италию, где изучала итальянскую майолику во Флоренции и Виетри
. В дальнейшем Екатерина Кондрашина начала посещать Италию ежегодно по приглашениям художественных галерей и частных лиц для проведения персональных выставок и выполнения различных творческих проектов. Награждена почётными грамотами и медалью «За вклад в культурное развитие региона Кампания», Италия (1991 год).
Магистр искусствоведения, Член МСХ, Творческого Союза Художников России, Союза Художников России, международного союза педагогов-художников. Много лет была руководителем музейно-выставочного комплекса МАХЛ РАХ. Педагог блока дополнительного образования МЦХШ при РАХ.  Основатель и художественный руководитель школы «Палитра» для одарённых детей. В 2015 году присвоено почетное звание «Ветеран труда». Работы хранятся в музее современного искусства г. Шидзяджуань (Китай), в частных собраниях и галереях России, Италии, Австралии, Израиля, Японии, США, Канаде и во многих других странах.

## Персональные выставки в России
- 1979 — персональная выставка г. Подольск, Московская область;
- 2012 — Выставка «Екатерина Кондрашина. Живопись. Графика». Выставочные залы МЦХШ при РАХ, Москва[7].

- 2013 — Выставка «Серенада». Выставочный зал Товарищества Живописцев МСХ, Москва[9]
- 2014 — Выставка «Рапсодия Арбата» (ул. Старый Арбат, 12), Москва[10]
- 2015 — Выставка «Екатерина Кондрашина и ученики» выставочные залы Поволжского отделения РАХ, Москва[11]
- 2016 — Выставка «Екатерина Кондрашина и ученики-2» к 10-летию изостудии Палитра, выставочные залы Поволжского отделения РАХ, Москва[12].
- 2017— Выставка «Екатерина Кондрашина и ученики-3. На зеленых ресницах Земли» выставочные залы Поволжского отделения РАХ, Москва[13]
- 2017— Выставка «Екатерина Кондрашина и ученики-4. И снится нам не рокот космодрома» выставочный зал дома Космонавтов, Московская область, Звёздный городок[14]
- 2018— Выставка «Екатерина Кондрашина и ученики-5. Вместе весело шагать!» ТСХР, выставочные залы по РАХ, Москва. «Лаврушинский-15»[15]
- 2018— Юбилейная выставка «Мир, в котором я живу» к 50-летию художника, Союз художников России, выставочный зал «Беговая-7», Москва[16]
- 2019— Выставка «Екатерина Кондрашина и ученики-7. Разноцветная палитра» ТСХР, выставочные залы по РАХ, Москва[17]
- 2020— Выставка «Екатерина Кондрашина. Чудесная страна » ТСХР, выставочные залы Поволжского отделения  РАХ,  Москва[18]
- 2023— Выставка «Родной природе посвящаю...» к 55-летию художника  МСХ, выставочный зал департамента культуры ЮАО (Проспект Андропова д. 38) Москва[19].
- 2023— Выставка «Притяжение воды»  г. Москва, музей Воды[20],
- 2023— юбилейная выставка живописи и графики «Моими глазами»  г. Москва, к 55-летию художницы, Союз художников России, выставочный зал «Беговая-7», Москва[21].

## Основные выставки
- 1989 г. — выставка «Русский взгляд» г. (Салерно, Италия);
- 1990 г. — персональная выставка в г. Позитано (Италия);
- 1990 г. — выставка студентов творческих вузов. Москва,Кузнецкий мост, д.11, (Московский Союз Художников);
- 1990 г. — групповая выставка «Москва- Таранто. Города-побратимы» Московского творческого объединения «Студия-Арт», (г. Таранто, Италия);
- 1992 г. — персональная выставка на о. Капри (Италия);
- 1993 г. — выставка творческого объединения «Желна» Ассоциации творческой молодёжи.(г. Москва, ЦДХ);
- 1994 г. — персональная выставка. (г. Позитано, Италия);
- 1995 г. — молодёжная выставка «АРТ МИФ» (г. Москва, Манеж);
- 1996 г. — персональная выставка на о. Капри (Италия);
- 1999 г. — персональная выставка. (г. Позитано, Италия);
- 2001 г. — весенняя женская выставка Московского союза художников. (г. Москва, Кузнецкий мост, д 11);
- 2002 г. — выставка «70 лет МСХ» (г. Москва, Центральный дом художника);
- 2003 г. — выставка «Галерея Портрета» (г. Москва, ЦДХ);
- 2007 г. — участие в выставке «75 лет Московскому союзу художников», (г. Москва, ЦДХ)[22];
- 2008 г. — выставка «Мир живописи», (г. Москва, ЦДХ);
- 2009 г. — участие в коллективной выставке художников-педагогов в галерее «КРЫША», ЮАО г. Москвы;
- 2010 г. — выставка «Мир живописи», (г. Москва, ЦДХ);
- 2010 г. — выставка педагогов-художников в музее «Коломенское», (г. Москва)[23];
- 2010 г. — коллективная выставка художников-педагогов в методическом центре ЮАО г. Москвы[23].;
- 2010 г. — организатор и участница выставки «Н. М. Кондрашин и его ученики». (музейно-выставочный комплекс МАХЛ РАХ, г. Москва)[24];
- 2011 г. — участие в коллективной выставке педагогов Художественно Лицея г. Москвы (музейно-выставочный комплекс МАХЛ РАХ)[25];
- 2011 г. — организатор и участница выставки «Мы родом из МСХШ».(музейно-выставочный комплекс МАХЛ РАХ, г. Москва);
- 2012 г. — участница выставки «Преемственность», (г. Москва, ЦДХ);
- 2012 г.- выставка «80 лет МСХ», (г. Москва, Манеж);
- 2013 г — выставка « Россия молодая», совместный проект Российской академии художеств и творческого союза художников России, (МВК МАХЛ РАХ , г. Москва);
- 2014 г. — лауреатка международной выставки-конкурса Ассамблея Искусств[26][27];
- 2014 г. — выставка, посвященная 75-летнему юбилею МСХШ «Наследники традиций сегодня». (МВК МАХЛ РАХ, г. Москва)[23];
- 2015 г — выставка «АРС ЛОНГА». (государственный геологический музей, г. Москва);
- 2015 год — лауреатка международного фестиваля Кубок России,(г. Москва, ЦДХ)[28];
- 2016 г — выставка преподавателей специальных предметов МАХЛ РАХ[29];
- 2016 г — Выставка «Мечтатели», проект Российской академии художеств, посвященного 55-летию полета Ю. Гагарина в космос. Звездный городок, ДК Космонавтов, МО[30];
- 2016 г — участница международной недели искусств в Лондоне (Великобритания)
- 2016 г — лауреатка всемирной ассамблеи искусств в Санкт-Петербурге[31]
- 2016 г — победитель международного конкурса живописного портрета[32]
- 2024 г.  — участник коллективной выставки "Москва и москвичи" в финансовом университете Правительства РФ (г. Москва)

## Основные произведения[23][33]
- Живописная серия «Дача» (1983—1986)
- Графическая серия «Италия» (1989—1991)
- Живописная серия «Италия» (1990—1995)
- «Шахимардан» (1990)
- «Салерно» (1991)
- «Коломенское зимой» (1992)
- «Портрет папы в зелёной шляпе» (2000)
- Живописная серия «Рассветы и закаты» (2010—2016)
- Живописная серия «Россия» (2010—2023)
- Живописная серия «Русская провинция» (2015—2022)
- «Взгляд из прошлого» (2010—2012)
- «Деревенский натюрморт» (2011)
- «Портрет отца Николая Кондрашина» (2012)
- графическая серия "Притяжение воды" (2023)[34]

## Научно-просветительская и образовательная деятельность[35][36][37]
Е. Н. Кондрашина известна как художественный деятель. Она активно занимается развитием отечественной художественной культуры, популяризацией классических образцов русского искусства и воспитанием молодых художников. Является членом международного экспертного совета.
Работа по развитию отечественной художественной культуры
- занимается организацией и проведением художественных выставок известных выпускников МСХШ и выдающихся художников современности, академиков РАХ, всероссийских фестивалей, международных конкурсов, презентаций, благотворительных мероприятий[42][43][44];
- формирует временные и выездные выставки произведений из собрания золотого и методических фондов Художественного лицея, подготовленные совместно с другими музеями или устроенные в порядке культурного обмена между странами[45].
- содействует изданию научных каталогов выставок[46].
- организует и проводит научные конференции и семинары, посвященные итогам научной работы, знаменательным датам, выставкам[47];
- организует проведение концертов, спектаклей, творческих встреч.

Популяризация классических образцов русского искусства
- занимается сохранением и реставрацией художественных произведений на базе музейно-выставочного комплекса МАХЛ РАХ;
- организатор выставки в государственном историческом музее (г. Москва, 2014 г.)[48];
- организатор выставки на военную тему в Государственном Кремлёвском Дворце (г. Москва, 2011 г.)[49];
- публикации художественных статей об известных выпускниках МСХШ в периодических изданиях[50];

Обучение молодых художников.
- занимается организацией и проведением мастер-классов[51][52][53][54];
- организует и проводит экскурсии/лекции об искусстве, художественные занятия со школьниками и студентами г. Москвы[55][56].
- занимается организацией и проведением художественных выставок и пленэров для детей[57][58][59].

## Награды и звания[4]
- Магистр искусствоведения (1992)
- Благодарности Российской академии художеств (2012) (2014) (2015)
- Серебряная медаль творческого союза художников России «За вклад в отечественное изобразительное искусство» (2013)
- Золотая медаль творческого союза художников России «За вклад в отечественную культуру» (2014)[9]
- Серебряная медаль Российской академии художеств «Достойному» (2014)[60]
- Серебряная медаль ВТОО Союза художников России «Духовность,Традиции,Мастерство» (2014)
- Золотая медаль ВТОО Союза художников России «Духовность,Традиции,Мастерство» (2015)
- Благодарность Министра культуры Российской Федерации (2015)
- Член-корреспондент международной академии Культуры и Искусства (2016)[61]
- «Ветеран труда» (2015)
- Золотая медаль ВТОО Союза художников России «50 лет МОСХ России» (2018)
- Почётный знак международного союза художников-педагогов «Лучший педагог-художник года» (2023)[62]